# Amore vuol dir gelosia
Pour plus de détails, voir Fiche technique et Distribution.
Amore vuol dir gelosia est une comédie à l'italienne de production hispano-italienne réalisée par Mauro Severino et sortie en 1975. 

## Synopsis
Gian Galeazzo Silvani Abruzzo est un dentiste qui vit à Procida avec sa femme, une pharmacienne avare et frigide, sa mère et sa belle-mère veuves, sa grand-mère, ses deux filles et une bonne. Il tombe amoureux de Corinna, l'épouse lombarde (elle est originaire de Gallarate) d'Amos, un fougueux policier municipal, qui, à son tour, a une liaison avec Amalia, une bouchère veuve incandescente.

## Fiche technique
- Titre italien original : Amore vuol dir gelosia[1] (litt. « L'amour, c'est la jalousie »)
- Titre espagnol : Yo no perdono un cuerno[2] (litt. « Je ne pardonne pas à un cocu »)
- Réalisateur : Mauro Severino
- Scénario : Mauro Severino, José Gutiérrez Maesso (es)
- Photographie : Giuseppe Pinori (it)
- Montage : Gian Maria Masseri
- Musique : Adolfo Waitzman
- Décors : Gastone Carsetti
- Costumes : Luca Sabatelli (it)
- Production : Manolo Bolognini, Luigi Borghese
- Société de production : Aetas Produzioni Cinematografiche (Rome), Tecisa Television y Cine (Madrid)
- Pays de production :  Italie -  Espagne
- Langues originales : italien
- Format : couleur - 35 mm
- Durée : 99 minutes
- Genre : comédie à l'italienne
- Dates de sortie :
  - Italie : 10 octobre 1975
  - Espagne : 2 février 1984

## Distribution
- Barbara Bouchet : Corinna Borotto
- Enrico Montesano : Gian Galeazzo
- Gino Santercole : Amos Borotto
- Milena Vukotic : Licia
- Carmen Martínez Sierra : donna Carmela
- Pino Ferrara : Capitaine Bazzoni
- Anita Farra : la mère de Gian Galeazzo
- Ada Tauler : Amalia, la bouchère
- Giancarlo Badessi : Don Gino
- Roberta Palombi : la fille de Gian Galeazzo
- Stefania Pigiani : fille de Gian Galeazzo
- Eleonora Morana : commère
- Maria Álvarez
- Elisabetta Pedrazzi
- Antonio Apicella
- Regina Elena Bisio

## Tournage
Tourné à Procida, Naples et sur l'île d'Ischia.